# بخارست
بُخارست (به رومانیایی: Bucureşti) بزرگ‌ترین شهر و پایتخت کشور رومانی و مرکز فرهنگی، صنعتی و مالی این کشور است. این شهر در جنوب‌شرق رومانی، در حاشیهٔ رود دمبوویتسا و کمتر از ۶۰ کیلومتری شمال رود دانوب و مرز بلغارستان قرار دارد.
بخارست در دشت‌های مرکزی رومانی واقع شده و به عنوان مرکز اقتصادی، اداری و فرهنگی کشور شناخته می‌شود. اگرچه شواهد باستان‌شناسی نشان‌دهندهٔ سکونت در این منطقه از دوران نوسنگی است، اما نخستین اشارهٔ مکتوب به نام بخارست به سال ۱۴۵۹ و فرمانی از ولاد سوم (ولاد دراکولا)، فرمانروای والاچیا، بازمی‌گردد. ولاد سوم در این منطقه دژی ساخت تا در برابر تهدیدات امپراتوری عثمانی مقاومت کند.
با تثبیت حاکمیت عثمانی، بخارست به سرعت به مرکز اقتصادی والاچیا تبدیل شد و در ۱۶۵۹ پایتخت این منطقه گردید. برخی نام‌های خیابان‌های تاریخی آن، مانند «خیابان خزفروشان»، «خیابان زین‌سازان» و «خیابان کلاه‌دوزان»، نشان‌دهندهٔ رشد اصناف در این دوره است. در دوران حکومت شاهزاده کنستانتین برانکووانو (۱۶۸۸–۱۷۱۴)، مسیرهای بزرگ و خیابان‌های وسیعی در این شهر ساخته شد.
شهر بخارست با ۱٫۷۶ میلیون نفر جمعیت در محدودهٔ شهری و ۲٫۳ میلیون نفر در منطقهٔ کلان‌شهری، یکی از پرجمعیت‌ترین شهرهای اتحادیه اروپا محسوب می‌شود. مساحت بخارست ۲۴۰ کیلومتر مربع بوده و از ۶ بخش اداری تشکیل شده است، در حالی که کلان‌شهر آن ۱۸۱۱ کیلومتر مربع را در بر می‌گیرد. بخارست مرکز فرهنگی، سیاسی و اقتصادی رومانی و محل استقرار دولت این کشور است.
نام بخارست نخستین‌بار در ۱۴۵۹ در اسناد تاریخی ثبت شد و در سال ۱۸۶۲ به پایتخت رومانی تبدیل شد. این شهر به دلیل معماری متنوع خود شناخته می‌شود که شامل سبک التقاطی، نئوکلاسیک، هنر نو، باوهاوس، آرت دکو، واقع‌گرایی سوسیالیستی و معماری مدرن است. در دوران بین دو جنگ جهانی، معماری زیبا و سبک زندگی اشرافی آن باعث شد که بخارست به «پاریس کوچک» یا پاریس شرق شهرت یابد. اگرچه برخی از مناطق تاریخی این شهر در اثر جنگ، زلزله و برنامهٔ نیکلای چائوشسکو برای ساماندهی شهری آسیب دیدند یا تخریب شدند، بسیاری از آن‌ها بازسازی شده‌اند.
در سال‌های اخیر، بخارست شاهد رونق اقتصادی و فرهنگی بوده و به یکی از سریع‌ترین شهرهای در حال رشد فناوری پیشرفته در اروپا تبدیل شده است. این شهر در ۲۰۱۶ توسط صندوق جهانی بناهای تاریخی در فهرست مناطق تاریخی در معرض خطر قرار گرفت.
در ژانویهٔ ۲۰۲۳، جمعیت بخارست ۱٫۷۴ میلیون نفر برآورد شد، و همراه با شهرهای اقماری اطراف، جمعیت کلان‌شهری آن به ۲٫۳ میلیون نفر رسید. در سال ۲۰۱۷، بخارست بر اساس شاخص جهانی مسترکارت، سریع‌ترین رشد گردشگران شب‌مان را در میان شهرهای اروپایی داشت. در ۲۰۱۸ و ۲۰۱۹، این شهر به عنوان «مستعدترین مقصد توسعهٔ اروپایی» معرفی شد.
از نظر اقتصادی، بخارست ثروتمندترین شهر رومانی است و از بوداپست نیز پیشی گرفته است. این شهر دارای مراکز همایش، مؤسسات آموزشی، اماکن فرهنگی، پاساژهای سنتی و مناطق تفریحی متعددی است. از نظر اداری، بخارست در سطح شهرستان طبقه‌بندی شده و به شش منطقه اداری تقسیم می‌شود که هرکدام دارای شهرداری مستقل هستند.
متروی بخارست در سال ۱۹۷۹ تأسیس شده و هم‌اکنون دارای ۴ خط و ۵۱ ایستگاه می‌باشد.

## ریشه‌شناسی
نام رومانیایی București منشأیی تأییدنشده دارد. بر اساس روایات، بنیان‌گذاری بخارست با نام بوکور مرتبط است، که در افسانه‌های مختلف به عنوان شاهزاده، یاغی، ماهیگیر، چوپان یا شکارچی شناخته می‌شود. در زبان رومانیایی، واژهٔ bucurie به معنی «شادی» است، و از این رو، بخارست به معنی «شهر شادی» تعبیر شده است.
نظریه‌های دیگر توسط پژوهشگران ارائه شده است، از جمله یک جهانگر عثمانی به نام اولیا چلبی که ادعا کرد بخارست به نام فردی به نام «ابو قُریش» از قبیلهٔ قریش نام‌گذاری شده است. در سال ۱۷۸۱، تاریخ‌نگار اتریشی فرانتس زولزر آن را با واژه‌های bucurie (شادی)، bucuros (شاد) یا a se bucura (شاد بودن) مرتبط دانست، در حالی که در کتابی از اوایل سدهٔ نوزدهم که در وین منتشر شد، نام شهر را برگرفته از "Bukovie"، جنگلی از درختان راش دانست.
در زبان انگلیسی، نام این شهر پیش‌تر Bukarest نوشته می‌شد. ساکنان بومی بخارست به نام bucureștean شناخته می‌شوند.

## تاریخچه

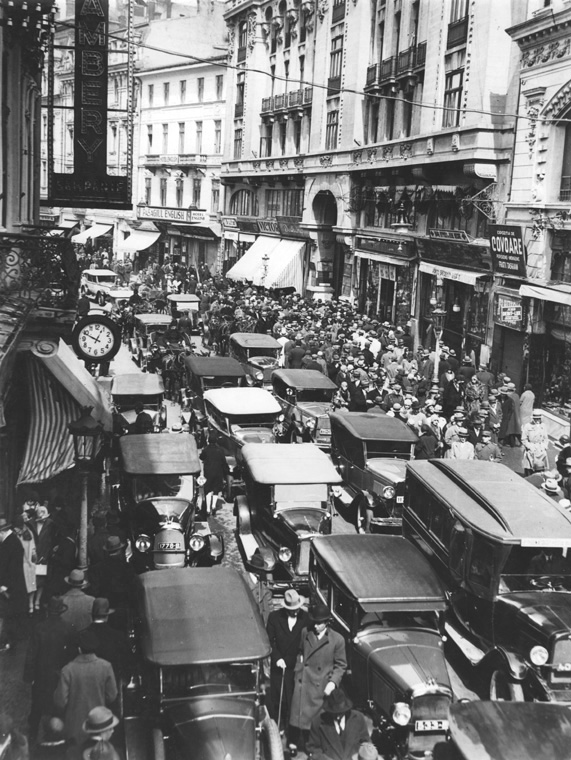
بخارست در سال ۱۹۲۳، دوران طلایی رومانی در دورهٔ بین دو جنگ

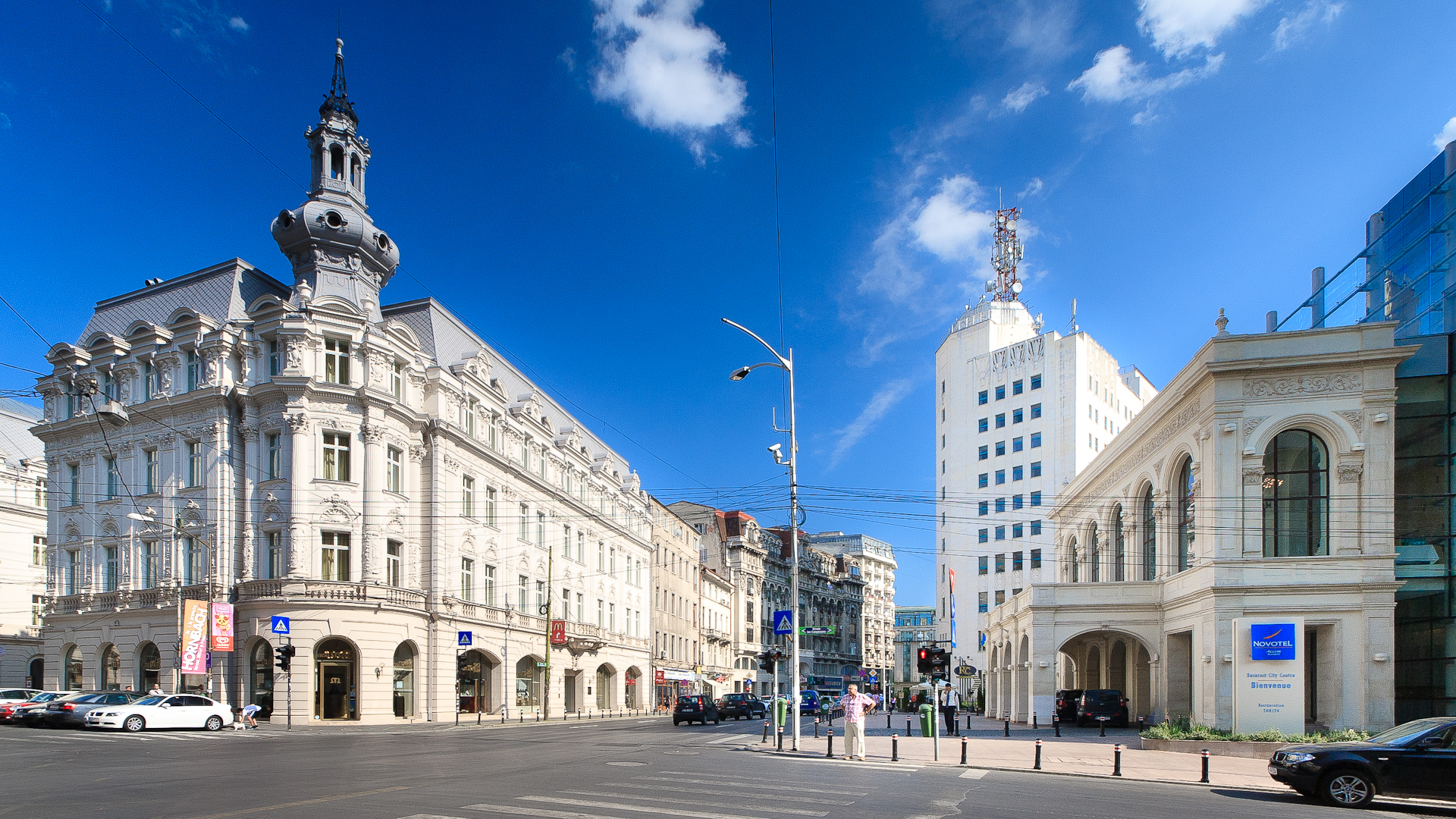
Calea Victoriei که اغلب با شانزلیزه مقایسه می‌شود، در آخر هفته به پیاده‌راه تبدیل می‌شود.

تاریخ بخارست از دوران سکونت‌های اولیه در اروپای دوران باستان تا استقرار آن به عنوان پایتخت ملی رومانی در اواخر سدهٔ نوزدهم، شاهد دوره‌های توسعه و افول بوده است. نخستین اشارهٔ مکتوب به بخارست با نام 'ارگ بخارست' به ۱۴۵۹ بازمی‌گردد، زمانی که به عنوان مقر فرمانروای والاشیا، یعنی ولاد سوم، شناخته شد.: ۲۳ 
دربار قدیم شاهزاده‌نشین (Curtea Veche) در اواسط سدهٔ شانزدهم توسط میرچا چوبانول بنا شد. در دوره‌های بعد، بخارست به عنوان اقامتگاه تابستانی دربار سلطنتی مورد استفاده قرار گرفت. با افزایش اهمیت مناطق جنوبی مونتنیا، که ناشی از الزامات قدرت خراج‌گزاری امپراتوری عثمانی بود، بخارست با شهر تیرگوویشته بر سر کسب جایگاه پایتخت رقابت داشت.
سرانجام، در ۱۶۹۸، بخارست به پایتخت دائمی والاچیا تبدیل شد که این تغییر از دوران حکومت کنستانتین برانکووانو آغاز گردید. این شهر در طول ۲۰۰ سال بعدی چندین بار در اثر بلایای طبیعی تخریب و بازسازی شد.
عثمانی‌ها در سدهٔ هجدهم، فرمانداران فاناریوت‌ها را برای ادارهٔ بخارست منصوب کردند (ترکی عثمانی: بکرش‎، آوانگاری: Bukreş). قیام ۱۸۲۱ والاشیا به رهبری تودور ولادیمیرسکو به حکومت یونانیان وابسته به کنستانتینوپل در بخارست پایان داد.
در ۱۸۱۳–۱۸۱۴، شهر دچار طاعون کاراجا شد. در طول سدهٔ هجدهم و اوایل سدهٔ نوزدهم، بخارست چندین بار تحت اشغال نیروهای خارجی قرار گرفت؛ از جمله توسط پادشاهی هابسبورگ (۱۷۱۶، ۱۷۳۷، ۱۷۸۹) و امپراتوری روسیه (سه بار بین ۱۷۶۸ و ۱۸۰۶). این شهر بین سال‌های ۱۸۲۸ و جنگ کریمه تحت ادارهٔ روس‌ها قرار داشت، اما در این میان، انقلاب انقلاب والاشی ۱۸۴۸ در بخارست رخ داد. پس از خروج روس‌ها، پادگان نیروهای امپراتوری اتریش شهر را اشغال کرد و تا مارس ۱۸۵۷ در آنجا باقی ماند.
در ۲۳ مارس ۱۸۴۷، آتش‌سوزی بزرگی بیش از ۲۰۰۰ ساختمان را از بین برد و یک‌سوم شهر را ویران کرد.
در سال ۱۸۶۲، پس از اتحاد والاچیا و مولداویا برای تشکیل شاهزاده‌نشینی متحد، بخارست به پایتخت این کشور جدید تبدیل شد. در سال ۱۸۸۱، این شهر مرکز سیاسی پادشاهی رومانی شد که تحت حاکمیت کارول یکم اعلام گردید. در نیمهٔ دوم سدهٔ نوزدهم، جمعیت شهر به‌شدت افزایش یافت و یک دورهٔ جدید از توسعهٔ شهری آغاز شد. در این دوران، روشنایی گازی، ترامواهای اسبی و تأمین محدود برق‌رسانی معرفی شدند. همچنین، در سال ۱۸۸۳، رود دمبوویتسا به‌طور گسترده‌ای کانال‌کشی شد که به سیلاب‌های مکرر مانند سیل ۱۸۶۵ بخارست پایان داد. در همین دوره، استحکامات بخارست ساخته شد. معماری باشکوه و فرهنگ شهری جهان‌وطنی این دوره باعث شد که بخارست به عنوان «پاریس شرق» (Parisul Estului) شناخته شود، و خیابان Calea Victoriei نیز با شانزلیزه مقایسه شد.
بین ۶ دسامبر ۱۹۱۶ تا نوامبر ۱۹۱۸، در پی نبرد بخارست، این شهر به اشغال نیروهای امپراتوری آلمان درآمد و پایتخت به‌طور موقت به یاش در منطقهٔ مولداویا منتقل شد. پس از جنگ جهانی اول، بخارست به پایتخت رومانی بزرگ تبدیل شد. در دورهٔ بین دو جنگ، توسعهٔ شهری ادامه یافت و سالانه حدود ۳۰٬۰۰۰ نفر به جمعیت شهر اضافه شد. در این دوره، برخی از شاخص‌ترین بناهای شهری از جمله Arcul de Triumf و Palatul Telefoanelor ساخته شدند. با این حال، رکود بزرگ در رومانی تأثیر منفی شدیدی بر زندگی مردم گذاشت و منجر به اعتصاب گریویتا ۱۹۳۳ شد.
در ژانویهٔ ۱۹۴۱، این شهر شاهد شورش لژیونرها و قتل‌عام بخارست بود. به عنوان پایتخت کشوری از نیروهای محور و یک مرکز ترانزیتی مهم برای نیروهای محور در مسیر جبهه شرقی (جنگ جهانی دوم)، بخارست در جریان جنگ جهانی دوم به‌شدت در معرض بمباران‌های متفقین قرار گرفت. در ۲۳ اوت ۱۹۴۴، این شهر محل وقوع کودتای سلطنتی بود که موجب پیوستن رومانی به متفقین جنگ جهانی دوم شد. پس از این کودتا، بخارست شاهد بمباران‌های کوتاه‌مدت لوفت‌وافه و تلاش ناموفق نیروهای آلمانی برای بازپس‌گیری شهر بود.

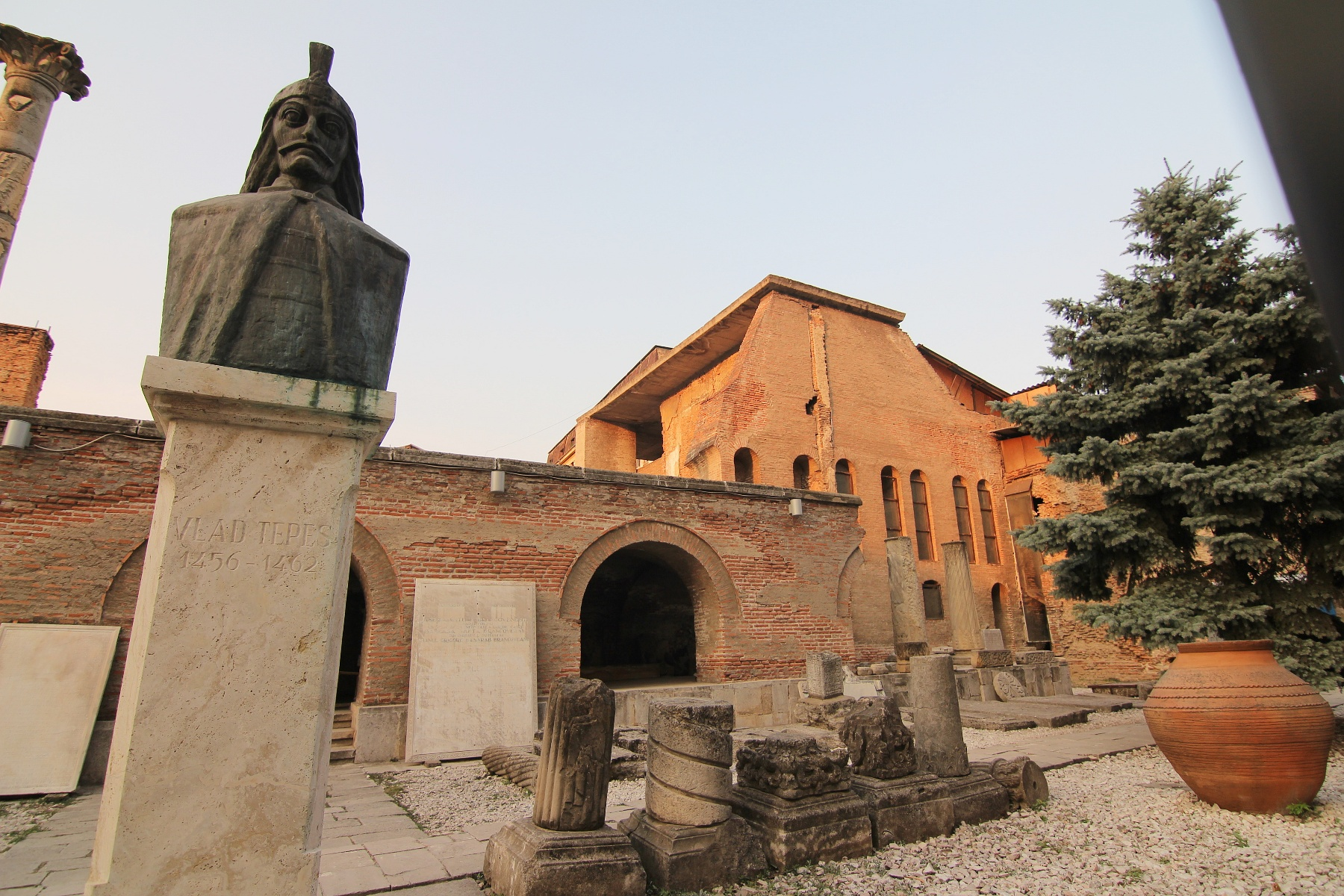
دربار قدیم شاهزاده‌نشین (Curtea Veche)، اقامتگاه پیشین فرمانروای ولاد سوم، در بخش قدیمی شهر قرار دارد.

پس از تأسیس جمهوری سوسیالیستی رومانی، شهر همچنان به رشد خود ادامه داد. مناطق جدیدی ساخته شدند که اکثر آن‌ها شامل ساختمان بلندمرتبه بودند. در دوران نیکلای چائوشسکو (۱۹۶۵–۱۹۸۹)، بخشی از شهر تاریخی تخریب شد و با توسعه‌هایی به سبک واقع‌گرایی سوسیالیستی جایگزین گردید، که شامل مرکز شهروندی (Centrul Civic) و کاخ پارلمان می‌شد. برای احداث این بناها، یک محلهٔ تاریخی کامل تخریب شد تا برنامه‌های بزرگ‌مقیاس چائوشسکو عملی شود. در ۴ مارس ۱۹۷۷، زمین‌لرزه ۱۹۷۷ ورانتسئا در فاصلهٔ ۱۳۵ کیلومتری بخارست، جان ۱۵۰۰ نفر را گرفت و خسارات بیشتری به مرکز تاریخی شهر وارد کرد.
انقلاب رومانی با اعتراضات گسترده علیه چائوشسکو در تیمیشوارا در دسامبر ۱۹۸۹ آغاز شد و در بخارست ادامه یافت، که سرانجام به سقوط جمهوری سوسیالیستی رومانی منجر شد. در اوایل ۱۹۹۰، برخی از انجمن‌های دانشجویی و گروه‌های اپوزیسیون علیه جبهه نجات ملی اعتراضاتی را سازمان‌دهی کردند که باعث تغییرات سیاسی شد.
از سال ۲۰۰۰، شهر به‌طور مداوم در حال نوسازی بوده است. پروژه‌های مسکونی و تجاری در دست اجرا هستند، به ویژه در مناطق شمالی؛ همچنین، از اواسط دههٔ ۲۰۰۰، مرکز تاریخی قدیمی بخارست بازسازی شده است.
در سال ۲۰۱۵، ۶۴ نفر در آتش‌سوزی باشگاه شبانه کولکتیو جان خود را از دست دادند. پس از آن، پایتخت رومانی شاهد اعتراضات ۲۰۱۹–۲۰۱۷ رومانی علیه اصلاحات قضایی بود، که در اعتراضات ۲۰۱۸، منجر به زخمی شدن ۴۵۰ نفر شد.

## شهرهای خواهر
- امان -  اردن
- آنکارا -  ترکیه
- آتن -  یونان
- آتلانتا -  ایالات متحده آمریکا
- پکن -  چین
- کیشینف -  مولدووا
- دمشق -  سوریه
- مونترال -  کانادا
- نیکوزیا -  قبرس

## نگارخانه

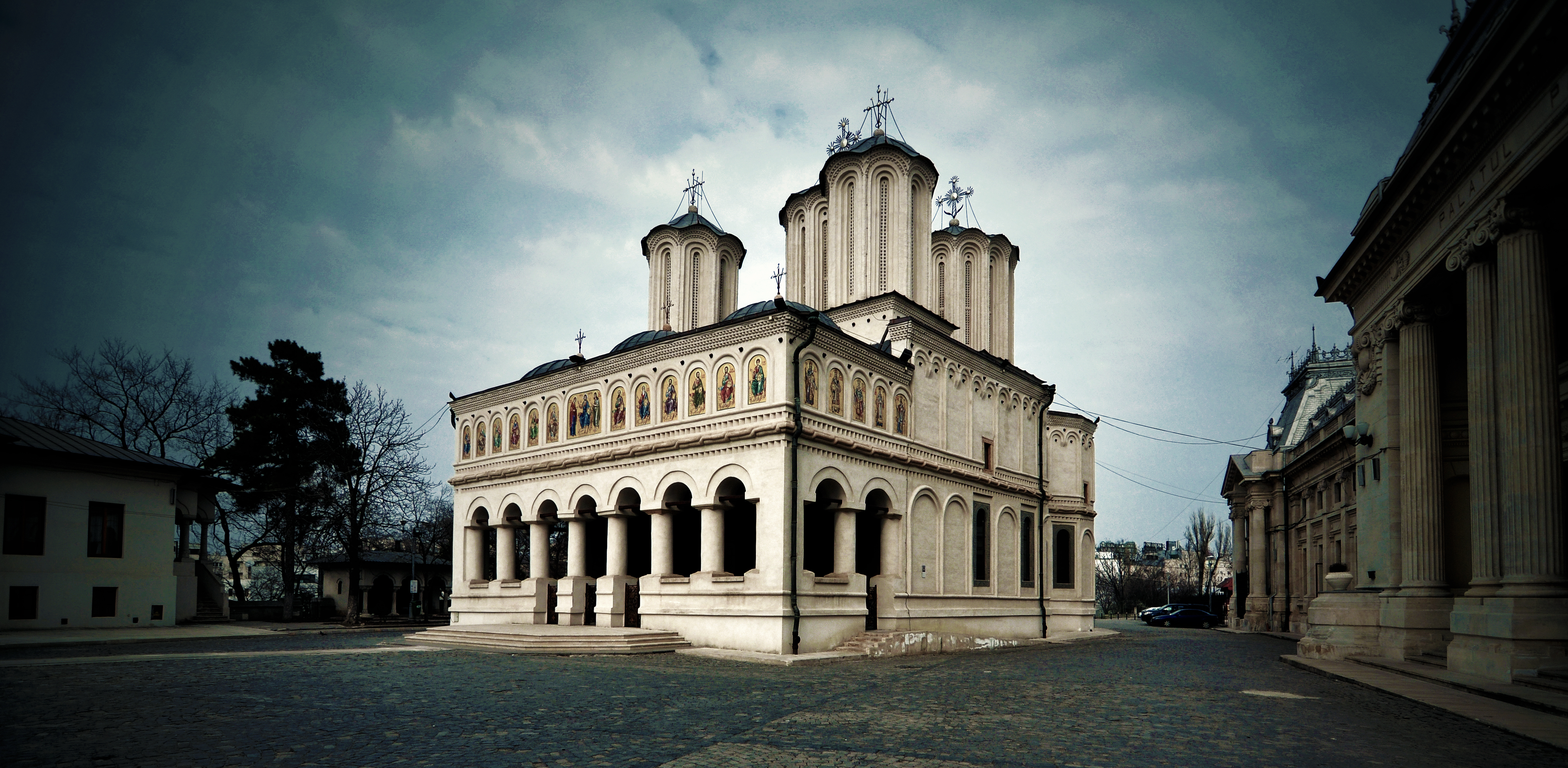
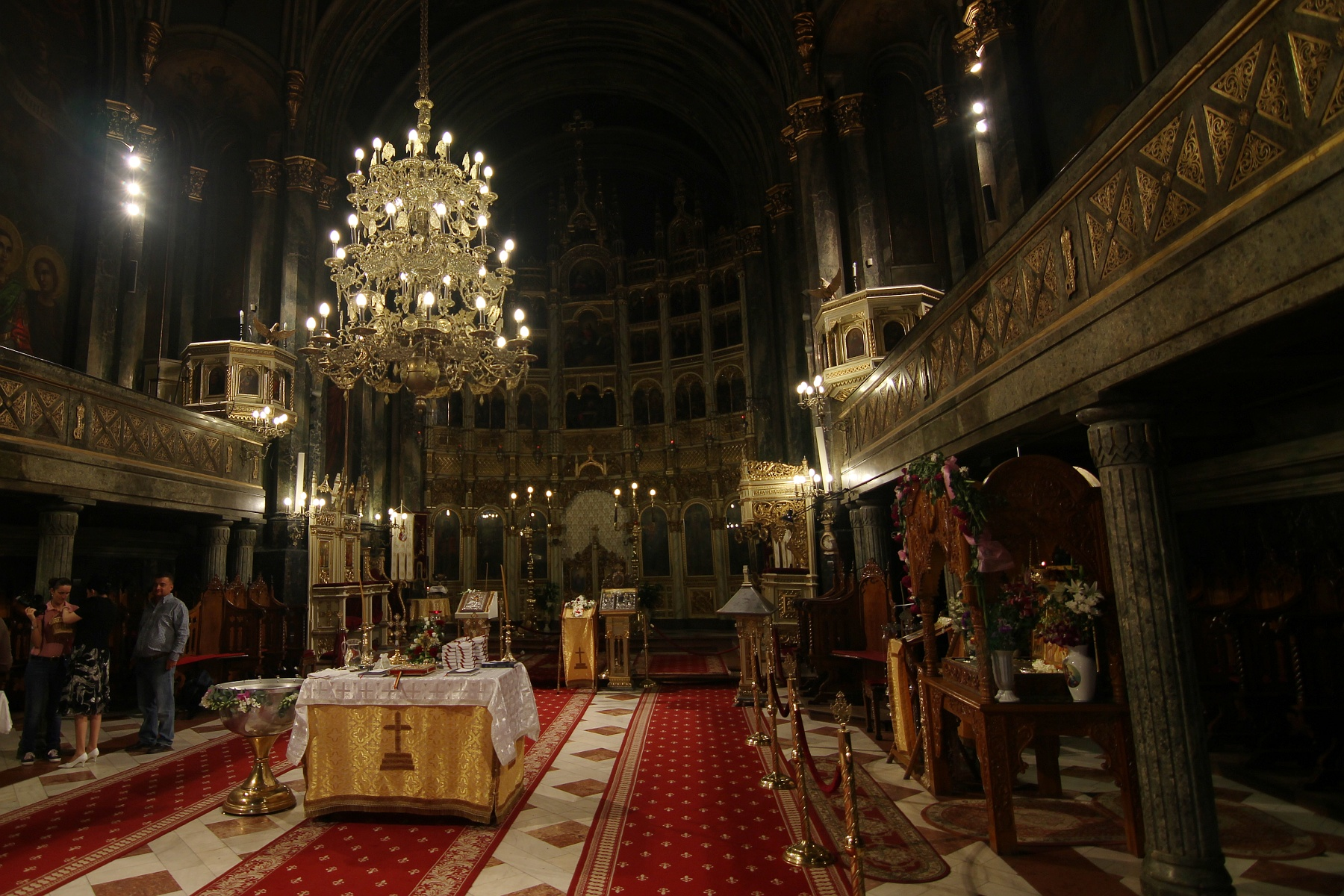
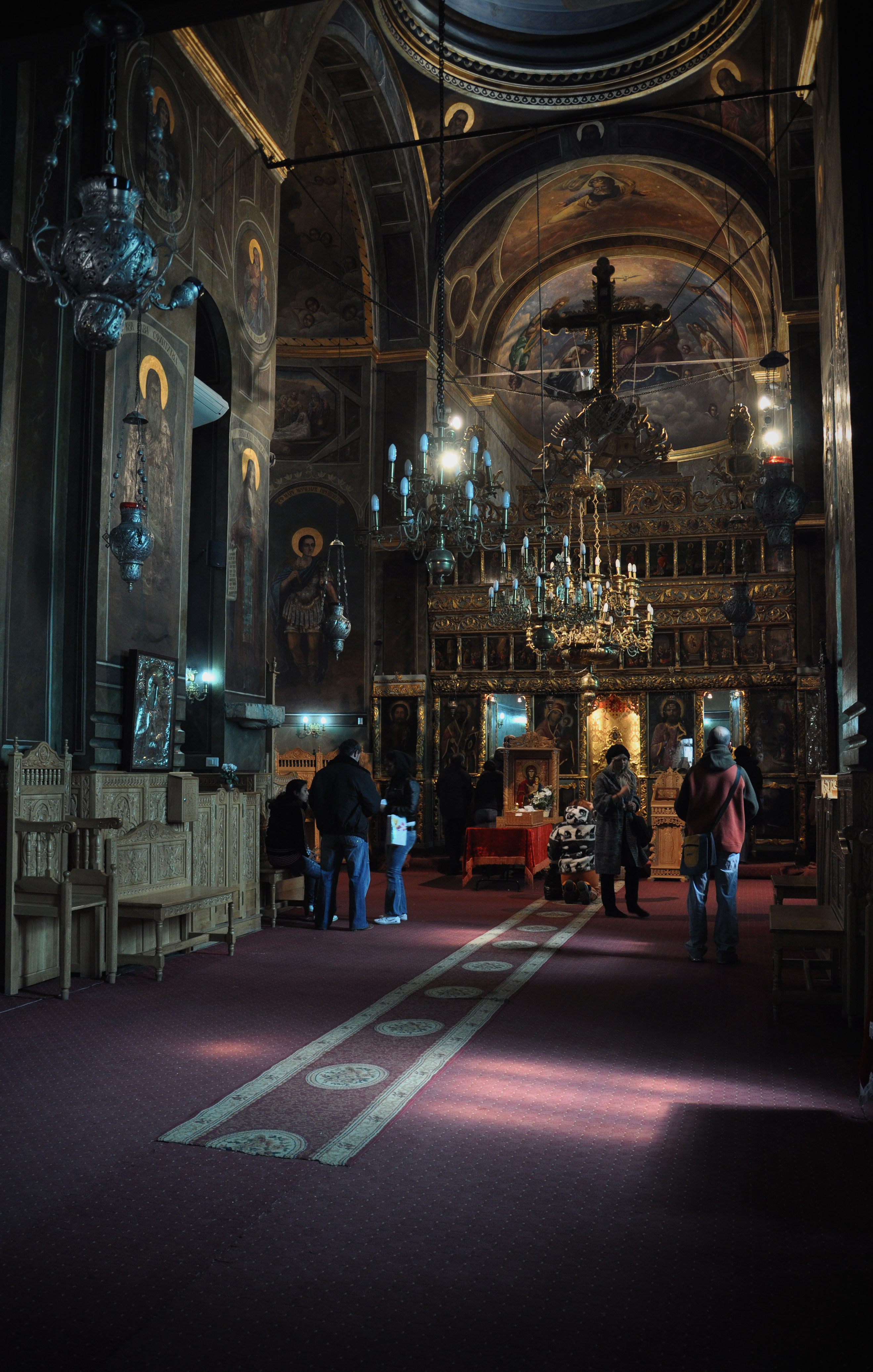
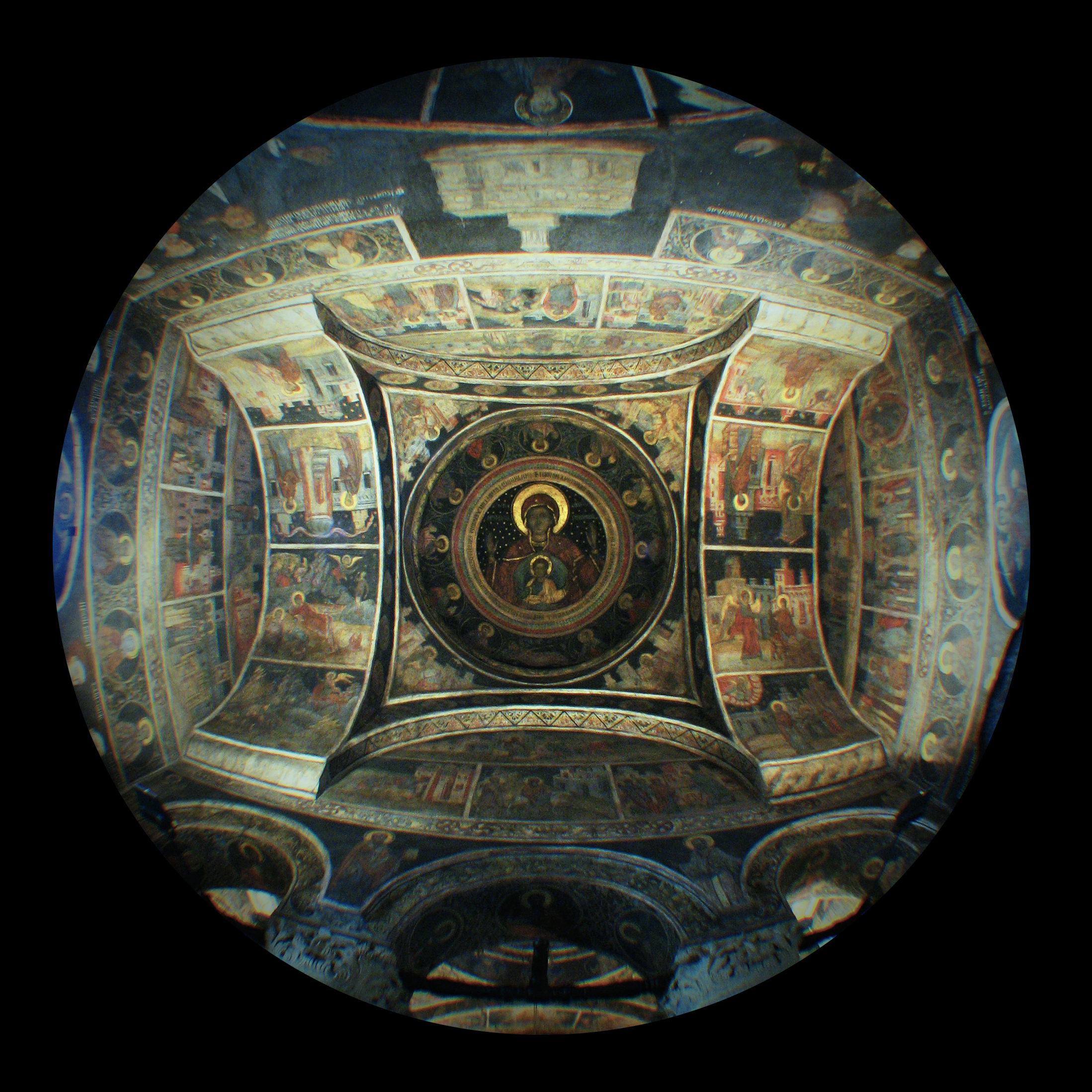
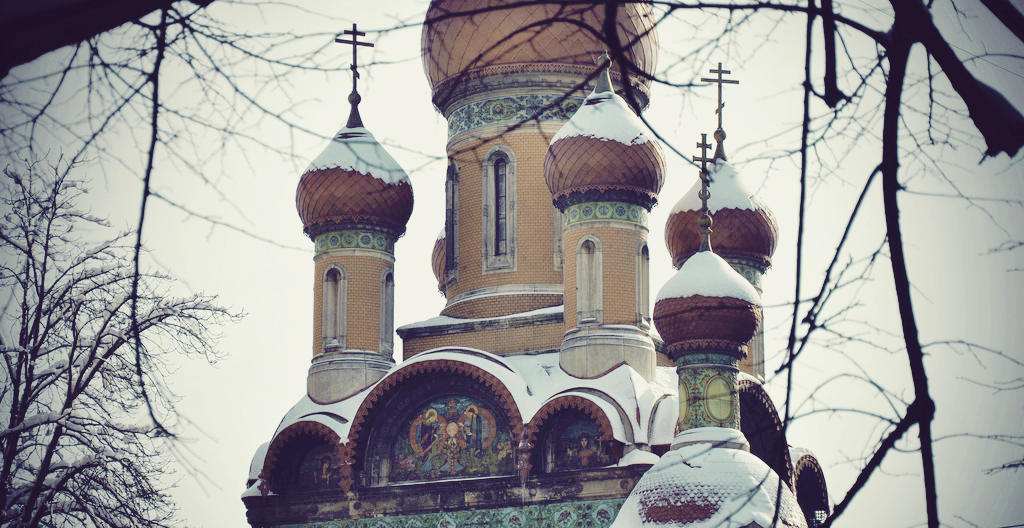
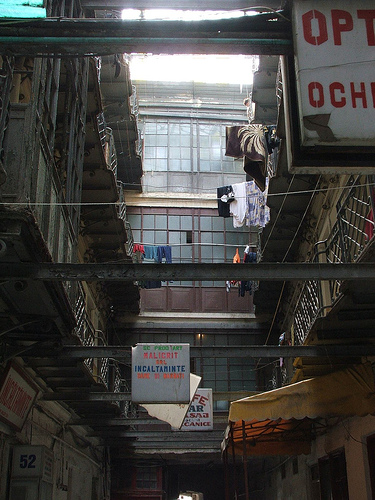
گذر انگلیس در بخارست